# Division I i bandy 1975/1976
Division I i bandy 1975/1976 var Sveriges högsta division i bandy för herrar säsongen 1975/1976. Norrgruppstvåan Brobergs IF lyckades vinna svenska mästerskapet efter seger med 6-2 mot norrgruppstrean Falu BS i finalmatchen på Söderstadion i Stockholm den 14 mars 1976.

## Upplägg
Lag 1-4 i respektive grupp av de två geografiskt indelade 10-lagsgrupperna gick till slutspel, och lag 9-10 i respektive grupp flyttades ned till Division II.

## Förlopp
Skytteligan vanns av Lars Olsson, Sandvikens AIK med 34 fullträffar..

## Seriespelet

### Division I norra
Spelades 29 november 1975-22 februari 1976.
| Nr | Lag            | S  | V  | O | F  | +/-      | P  |
| -- | -------------- | -- | -- | - | -- | -------- | -- |
| 1  | Sandvikens AIK | 18 | 16 | 1 | 1  | 105 - 38 | 33 |
| 2  | Brobergs IF    | 18 | 9  | 5 | 4  | 74 - 52  | 23 |
| 3  | Falu BS        | 18 | 10 | 1 | 7  | 62 - 46  | 21 |
| 4  | Edsbyns IF     | 18 | 8  | 4 | 6  | 66 - 52  | 20 |
| 5  | Selångers SK   | 18 | 9  | 0 | 9  | 58 - 54  | 18 |
| 6  | Bollnäs GIF    | 18 | 8  | 1 | 9  | 55 - 60  | 17 |
| 7  | IK Sirius      | 18 | 7  | 2 | 9  | 40 - 60  | 16 |
| 8  | Ljusdals BK    | 18 | 7  | 0 | 11 | 53 - 61  | 14 |
| 9  | Skutskärs IF   | 18 | 5  | 2 | 11 | 59 - 88  | 12 |
| 10 | Sandslåns SK   | 18 | 3  | 0 | 15 | 47 - 108 | 6  |

### Division I södra
Spelades 29 november 1975-22 februari 1976.
| Nr | Lag             | S  | V  | O | F  | +/-     | P  |
| -- | --------------- | -- | -- | - | -- | ------- | -- |
| 1  | Katrineholms SK | 18 | 12 | 0 | 6  | 70 - 41 | 24 |
| 2  | Hälleforsnäs IF | 18 | 8  | 6 | 4  | 54 - 51 | 22 |
| 3  | Örebro SK       | 18 | 9  | 3 | 6  | 62 - 45 | 21 |
| 4  | Surte SK        | 18 | 8  | 5 | 5  | 54 - 46 | 21 |
| 5  | IFK Kungälv     | 18 | 7  | 7 | 4  | 46 - 41 | 21 |
| 6  | Lesjöfors IF    | 18 | 8  | 2 | 8  | 69 - 61 | 18 |
| 7  | Västerås SK     | 18 | 8  | 1 | 9  | 40 - 52 | 17 |
| 8  | Villa BK        | 18 | 7  | 2 | 9  | 48 - 50 | 16 |
| 9  | Värmbols GoIF   | 18 | 6  | 4 | 8  | 60 - 76 | 16 |
| 10 | IFK Vänersborg  | 18 | 1  | 2 | 15 | 34 - 74 | 4  |

## Seriematcherna

### Norrgruppen
| - 29 november 1975 Bollnäs GIF-Skutskärs IF 5-5 - 29 november 1975 Sandvikens AIK-Sandslåns SK 7-4 - 29 november 1975 Selångers SK-Ljusdals BK 3-2 - 29 november 1975 IK Sirius-Edsbyns IF 3-2 - 1 december 1975 Brobergs IF-Falu BS 4-3 - 5 december 1975 Ljusdal-Broberg 2-4 - 7 december 1975 Edsbyn-Selånger 4-2 - 7 december 1975 Falun-Sandviken 2-3 - 7 december 1975 Sandslån-Bollnäs 2-3 - 7 december 1975 Skutskär-Sirius 6-3 - 12 december 1975 Broberg-Edsbyn 5-5 - 14 december 1975 Bollnäs-Falun 0-3 - 14 december 1975 Sandslån-Skutskär 6-3 - 14 december 1975 Sandviken-Ljusdal 5-3 - 14 december 1975 Selånger-Sirius 0-3 - 19 december 1975 Ljusdal-Bollnäs 2-0 - 21 december 1975 Edsbyn-Sandviken 0-1 - 21 december 1975 Falun-Sandslån 2-1 - 21 december 1975 Sirius-Broberg 1-1 - 21 december 1975 Skutskär-Selånger 2-4 - 26 december 1975 Bollnäs-Edsbyn 5-1 - 26 december 1975 Broberg-Selånger 5-0 - 26 december 1975 Falun-Sirius 5-2 - 26 december 1975 Sandslån-Ljusdal 3-2 - 26 december 1975 Sandviken-Skutskär 8-2 - 28 december 1975 Edsbyn-Sandslån 6-2 - 28 december 1975 Ljusdal-Falun 3-2 - 28 december 1975 Selånger-Sandviken 2-7 - 28 december 1975 Sirius-Bollnäs 3-2 - 28 december 1975 Skutskär-Broberg 5-3 - 4 januari 1976 Bollnäs-Selånger 4-3 - 4 januari 1976 Falun-Edsbyn 3-4 - 4 januari 1976 Ljusdal-Skutskär 7-4 - 4 januari 1976 Sandslån-Sirius 2-6 - 4 januari 1976 Sandviken-Broberg 6-6 - 6 januari 1976 Broberg-Sandslån 8-3 - 6 januari 1976 Edsbyn-Skutskär 5-0 - 6 januari 1976 Sandviken-Bollnäs 4-2 - 6 januari 1976 Selånger-Falun 1-4 - 6 januari 1976 Sirius-Ljusdal 1-4 - 10 januari 1976 Bollnäs-Sandviken 0-5 - 10 januari 1976 Falun-Selånger 2-0 - 10 januari 1976 Ljusdal-Sirius 6-0 - 10 januari 1976 Sandslån-Broberg 3-10 - 10 januari 1976 Skutskär-Edsbyn 3-3 | - 14 januari 1976 Bollnäs-Sandslån 7-0 - 14 januari 1976 Sandviken-Falun 8-0 - 14 januari 1976 Selånger-Edsbyn 4-3 - 14 januari 1976 Sirius-Skutskär 2-3 - 15 januari 1976 Broberg-Ljusdal 6-2 - 18 januari 1976 Edsbyn-Sirius 2-2 - 18 januari 1976 Falun-Broberg 3-3 - 18 januari 1976 Ljusdal-Selånger 0-1 - 18 januari 1976 Sandslån-Sandviken 2-10 - 18 januari 1976 Skutskär-Bollnäs 4-5 - 20 januari 1976 Edsbyn-Ljusdal 8-2 - 20 januari 1976 Selånger-Sandslån 7-2 - 20 januari 1976 Sirius-Sandviken 1-2 - 20 januari 1976 Skutskär-Falun 4-2 - 20 januari 1976 Broberg-Bollnäs 5-0 - 31 januari 1976 Bollnäs-Sirius 6-1 - 1 februari 1976 Broberg-Skutskär 5-2 - 1 februari 1976 Falun-Ljusdal 6-0 - 1 februari 1976 Sandslån-Edsbyn 3-7 - 1 februari 1976 Sandviken-Selånger 4-2 - 4 februari 1976 Ljusdal-Sandslån 7-2 - 4 februari 1976 Selånger-Broberg 2-1 - 4 februari 1976 Sirius-Falun 0-5 - 4 februari 1976 Skutskär-Sandviken 1-8 - 5 februari 1976 Edsbyn-Bollnäs 1-2 - 8 februari 1976 Broberg-Sirius 0-2 - 8 februari 1976 Sandslån-Falun 1-5 - 8 februari 1976 Sandviken-Edsbyn 9-2 - 8 februari 1976 Selånger-Skutskär 6-2 - 10 februari 1976 Bollnäs-Ljusdal 3-0 - 15 februari 1976 Edsbyn-Broberg 3-3 - 15 februari 1976 Falun-Bollnäs 8-4 - 15 februari 1976 Ljusdal-Sandviken 6-3 - 15 februari 1976 Sirius-Selånger 4-3 - 15 februari 1976 Skutskär-Sandslån 5-7 - 17 februari 1976 Bollnäs-Broberg 3-4 - 18 februari 1976 Falun-Skutskär 6-1 - 18 februari 1976 Ljusdal-Edsbyn 2-3 - 18 februari 1976 Sandslån-Selånger 1-9 - 18 februari 1976 Sandviken-Sirius 8-2 - 22 februari 1976 Broberg-Sandviken 1-7 - 22 februari 1976 Edsbyn-Falun 7-1 - 22 februari 1976 Selånger-Bollnäs 9-4 - 22 februari 1976 Sirius-Sandslån 4-3 - 22 februari 1976 Skutskär-Ljusdal 7-3 |

### Södergruppen
| - 29 november 1975 Katrineholms SK-Villa BK 3-1 - 29 november 1975 IFK Kungälv-Värmbol GoIF 4-5 - 29 november 1975 IFK Vänersborg-Västerås SK 4-2 - 29 november 1975 Örebro SK-Hälleforsnäs IF 3-3 - 30 november 1975 Lesjöfors IF-Surte SK 3-7 - 7 december 1975 Hälleforsnäs-Lesjöfors 2-8 - 7 december 1975 Surte-Vänersborg 3-1 - 7 december 1975 Villa-Kungälv 3-1 - 7 december 1975 Västerås-Katrineholm 5-2 - 8 december 1975 Värmbol-Örebro 4-3 - 14 december 1975 Katrineholm-Surte 5-0 - 14 december 1975 Lesjöfors-Värmbol 9-3 - 14 december 1975 Vänersborg-Hälleforsnäs 2-3 - 14 december 1975 Västerås-Villa 1-2 - 14 december 1975 Örebro-Kungälv 3-4 - 20 december 1975 Värmbol-Vänersborg 6-1 - 20 december 1975 Kungälv-Lesjöfors 4-4 - 21 december 1975 Hälleforsnäs-Katrineholm 2-0 - 21 december 1975 Surte-Västerås 3-0 - 21 december 1975 Villa-Örebro 3-2 - 26 december 1975 Katrineholm-Värmbol 7-2 - 26 december 1975 Lesjöfors-Örebro 3-4 - 26 december 1975 Surte-Kungälv 2-2 - 26 december 1975 Vänersborg-Villa 2-3 - 26 december 1975 Västerås-Hälleforsnäs 3-3 - 28 december 1975 Kungälv-Katrineholm 2-3 - 28 december 1975 Villa-Lesjöfors 2-3 - 28 december 1975 Örebro-Vänersborg 6-1 - 29 december 1975 Hälleforsnäs-Surte 5-2 - 29 december 1975 Värmbol-Västerås 2-3 - 4 januari 1976 Hälleforsnäs-Villa 2-2 - 4 januari 1976 Katrineholm-Örebro 4-2 - 4 januari 1976 Surte-Värmbol 3-3 - 4 januari 1976 Vänersborg-Lesjöfors 3-4 - 4 januari 1976 Västerås-Kungälv 3-4 - 6 januari 1976 Villa-Värmbol 5-0 - 6 januari 1976 Katrineholm-Vänersborg 6-1 - 6 januari 1976 Kungälv-Hälleforsnäs 1-1 - 6 januari 1976 Lesjöfors-Västerås 1-2 - 6 januari 1976 Örebro-Surte 1-1 - 10 januari 1976 Hälleforsnäs-Kungälv 2-2 - 10 januari 1976 Surte-Örebro 3-4 - 10 januari 1976 Vänersborg-Katrineholm 2-6 - 10 januari 1976 Värmbol-Villa 5-0 - 10 januari 1976 Västerås-Lesjöfors 0-2 | - 14 januari 1976 Katrineholm-Västerås 7-1 - 14 januari 1976 Kungälv-Villa 4-2 - 14 januari 1976 Lesjöfors-Hälleforsnäs 1-4 - 14 januari 1976 Vänersborg-Surte 3-3 - 14 januari 1976 Örebro-Värmbol 3-3 - 18 januari 1976 Hälleforsnäs-Örebro 4-2 - 18 januari 1976 Surte-Lesjöfors 4-2 - 18 januari 1976 Villa-Katrineholm 3-7 - 18 januari 1976 Värmbol-Kungälv 1-1 - 18 januari 1976 Västerås-Vänersborg 3-1 - 20 januari 1976 Kungälv-Vänersborg 2-1 - 20 januari 1976 Lesjöfors-Katrineholm 1-4 - 20 januari 1976 Villa-Surte 2-3 - 20 januari 1976 Värmbol-Hälleforsnäs 6-6 - 20 januari 1976 Örebro-Västerås 5-2 - 1 februari 1976 Katrineholm-Kungälv 3-2 - 1 februari 1976 Lesjöfors-Villa 2-7 - 1 februari 1976 Surte-Hälleforsnäs 2-3 - 1 februari 1976 Vänersborg-Örebro 1-4 - 1 februari 1976 Västerås-Värmbol 4-1 - 4 februari 1976 Kungälv-Surte 2-2 - 4 februari 1976 Villa-Vänersborg 3-3 - 4 februari 1976 Värmbol-Katrineholm 1-6 - 5 februari 1976 Hälleforsnäs-Västerås 3-4 - 5 februari 1976 Örebro-Lesjöfors 3-2 - 8 februari 1976 Katrineholm-Hälleforsnäs 2-3 - 8 februari 1976 Lesjöfors-Kungälv 4-4 - 8 februari 1976 Vänersborg-Värmbol 4-5 - 8 februari 1976 Västerås-Surte 3-2 - 8 februari 1976 Örebro-Villa 5-2 - 15 februari 1976 Hälleforsnäs-Vänersborg 4-1 - 15 februari 1976 Kungälv-Örebro 1-0 - 15 februari 1976 Surte-Katrineholm 4-0 - 15 februari 1976 Villa-Västerås 0-2 - 15 februari 1976 Värmbol-Lesjöfors 4-8 - 18 februari 1976 Hälleforsnäs-Värmbol 2-4 - 18 februari 1976 Katrineholm-Lesjöfors 2-3 - 18 februari 1976 Surte-Villa 3-2 - 18 februari 1976 Vänersborg-Kungälv 1-2 - 18 februari 1976 Västerås-Örebro 1-6 - 22 februari 1976 Kungälv-Västerås 4-1 - 22 februari 1976 Lesjöfors-Vänersborg 9-2 - 22 februari 1976 Villa-Hälleforsnäs 6-2 - 22 februari 1976 Värmbol-Surte 5-7 - 22 februari 1976 Örebro-Katrineholm 6-3 |

## Slutspel om svenska mästerskapet 1976

### Kvartsfinaler (bäst av tre matcher)
- 25 februari 1976: Sandvikens AIK-Hälleforsnäs IF 4-2
- 25 februari 1976: Falu BS-Örebro SK 2-1
- 25 februari 1976: Edsbyns IF-Surte SK 3-2
- 25 februari 1976: Katrineholms SK-Brobergs IF 4-2

- 29 februari 1976: Hälleforsnäs IF-Sandvikens AIK 3-6
- 29 februari 1976: Örebro SK-Falu BS 1-3
- 29 februari 1976: Surte SK-Edsbyns IF 5-4
- 29 februari 1976: Brobergs IF-Katrineholms SK 5-3

- 2 mars 1976: Edsbyns IF-Surte SK 8-3
- 2 mars 1976: Katrineholms SK-Brobergs IF 2-4

### Semifinaler (bäst av tre matcher)
- 5 mars 1976: Sandvikens AIK-Falu BS 2-3
- 5 mars 1976: Brobergs IF-Edsbyns IF 7-0

- 7 mars 1976: Falu BS-Sandvikens AIK 2-1
- 7 mars 1976: Edsbyns IF-Brobergs IF 2-5

### Final
- 14 mars 1976: Brobergs IF-Falu BS 6-2 (Söderstadion, Stockholm)

## Svenska mästarna
Mall:Brobergs IF 1975/1976